# المهدیه (تونس)
المهدیه (به عربی: المهدیة) شهری در استان المهدیه کشور تونس است که جمعیت آن در سرشماری سال ۲۰۰۴ میلادی ۴۵٫۹۷۷ نفر بوده‌است.

## تاریخچه
مَهدیه پایتخت امپراتوری فاطمی در شمال آفریقا بود. فاطمیان که دودمانی شیعه بودند شهر مهدیه را که به نام خلیفه عبیدالله المهدی فاطمی نامیده شده در سال ۹۰۹ میلادی بنیاد کردند.
عبیدالله مهدی وقتی دولت تشکیل داد، رقاده را از اغالبه گرفت وشهر سابق‌الذکر را همراه با کاخ ومسجدی درآنجا ساخت. نقشه کاخ مستطیل شکل با ستون های فراوان وتقلیدی است از مسجد جامع قیروان.